# Giải vô địch bóng đá CONCACAF
Giải vô địch bóng đá CONCACAF (tiếng Anh: CONCACAF Championship) là giải đấu bóng đá do Liên đoàn bóng đá Bắc, Trung Mỹ và Caribe (CONCACAF) tổ chức từ năm 1963 tới 1989. Giải còn được nhắc đến với tên gọi CONCACAF Campeonato de Naciones hay giải NORCECA, viết tắt các chữ cái đầu của ba khu vực địa lý trong tiếng Anh (North America, Central America, Caribbean).
Đây là giải đấu đầu tiên dành cho các đội tuyển quốc gia thuộc CONCACAF. Trong một thập kỷ đầu tiên giải được đăng cai hai năm một lần.
Vào năm 1973 giải trở thành vòng loại Giải bóng đá thế giới và được tổ chức bốn năm một lần. Cúp vô địch CONCACAF được trao cho đội đứng cao nhất trong bảng đấu vòng loại. Vào hai kỳ giải cuối cùng là 1985 và 1989, giải đấu không có đội chủ nhà.
Giải được đổi tên thành Cúp Vàng CONCACAF vào năm 1991.

## Kết quả các vòng chung kết
| 1963 Chi tiết | El Salvador        | · Costa Rica | · El Salvador               | · Antille thuộc Hà Lan | · Honduras           |
| 1965 Chi tiết | Guatemala          | · México     | · Guatemala                 | · Costa Rica           | · El Salvador        |
| 1967 Chi tiết | Honduras           | · Guatemala  | · México                    | · Honduras             | · Trinidad và Tobago |
| 1969 Chi tiết | Costa Rica         | · Costa Rica | · Guatemala                 | · Antille thuộc Hà Lan | · México             |
| 1971 Chi tiết | Trinidad và Tobago | · México     | · Haiti                     | · Costa Rica           | · Cuba               |
|               |                    |              | Thời kỳ vòng loại World Cup |                        |                      |
| 1973 Chi tiết | Haiti              | · Haiti      | · Trinidad và Tobago        | · México               | · Honduras           |
| 1977 Chi tiết | México             | · México     | · Haiti                     | · El Salvador          | · Canada             |
| 1981 Chi tiết | Honduras           | · Honduras   | · El Salvador               | · México               | · Canada             |
| 1985 Chi tiết | Không có           | · Canada     | · Honduras                  | · Costa Rica           | ---                  |
| 1989 Chi tiết | Không có           | · Costa Rica | · Hoa Kỳ                    | · Trinidad và Tobago   | · Guatemala          |

## Bảng thành tích
| Đội                  | Vô địch              | Á quân         | Hạng ba              | Hạng tư        |
| -------------------- | -------------------- | -------------- | -------------------- | -------------- |
| México               | 3 (1965, 1971, 1977) | 1 (1967)       | 2 (1973, 1981)       | 1 (1969)       |
| Costa Rica           | 3 (1963, 1969, 1989) | —              | 3 (1965, 1971, 1985) | —              |
| Guatemala            | 1 (1967)             | 2 (1965, 1969) | —                    | 1 (1989)       |
| Haiti                | 1 (1973)             | 2 (1971, 1977) | —                    | —              |
| Honduras             | 1 (1981)             | 1 (1985)       | 1 (1967)             | 2 (1963, 1973) |
| Canada               | 1 (1985)             | —              | —                    | 2 (1977, 1981) |
| El Salvador          | —                    | 2 (1963, 1981) | 1 (1977)             | 1 (1965)       |
| Trinidad và Tobago   | —                    | 1 (1973)       | 1 (1989)             | 1 (1967)       |
| Hoa Kỳ               | —                    | 1 (1989)       | —                    | —              |
| Antille thuộc Hà Lan | —                    | —              | 2 (1963, 1969)       | —              |
| Cuba                 |                      |                |                      | 1 (1971)       |

## Số lần tham dự giải
| Số lần | Quốc gia             |
| ------ | -------------------- |
| 8      | México               |
| 8      | Guatemala            |
| 7      | Haiti                |
| 6      | Costa Rica           |
| 6      | Honduras             |
| 6      | Trinidad và Tobago   |
| 6      | El Salvador          |
| 4      | Antille thuộc Hà Lan |
| 3      | Canada               |
| 2      | Hoa Kỳ               |
| 2      | Jamaica              |
| 2      | Cuba                 |
| 2      | Nicaragua            |
| 2      | Suriname             |
| 1      | Panama               |

## Vua phá lưới
| Năm  | Cầu thủ | Số bàn   |
| ---- | --- | -------- |
| 1963 | Eduardo "Volkswagen" Hernández                                                                                              | 6        |
| 1965 | Unknown | Unknown  |
| 1967 | Luis Estrada Manuel Recinos                                                                                                 | 4        |
| 1969 | Nelson Melgar Marco Fión Victor Manuel Ruiz                                                                                 | 3        |
| 1971 | Không rõ | Không rõ |
| 1973 | Steve David | 7        |
| 1977 | Víctor Rangel | 6        |
| 1981 | Hugo Sánchez | 3        |
| 1985 | Roberto Figueroa | 5        |
| 1989 | Raúl Chacón Julio Rodas Evaristo Coronado Juan Arnoldo Cayasso Leonidas Flores Leonson Lewis Kerry Jamerson Philibert Jones | 2        |

## Huấn luyện viên vô địch
| Năm  | Huấn luyện viên        | Quốc gia   | Nguồn |
| ---- | ---------------------- | ---------- | ----- |
| 1963 | Mario Cordero          | Costa Rica | [ 1 ] |
| 1965 | Ignacio Trelles        | México     |       |
| 1967 | Rubén Amorín           | Guatemala  |       |
| 1969 | Eduardo Viso Abella    | Costa Rica |       |
| 1971 | Javier de la Torre     | México     |       |
| 1973 | Antoine Tassy          | Haiti      |       |
| 1977 | José Antonio Roca      | México     |       |
| 1981 | José de la Paz Herrera | Honduras   |       |
| 1985 | Tony Waiters           | Canada     |       |
| 1989 | Marvin Rodríguez       | Costa Rica |       |